# Astianthus viminalis
Astianthus viminalis là một loài thực vật có hoa trong họ Chùm ớt. Loài này được (Kunth) Baill. mô tả khoa học đầu tiên năm 1888.